# Ipueiras (Tocantins)
Ipueiras is een gemeente in de Braziliaanse deelstaat Tocantins. De gemeente telt 1.813 inwoners (schatting 2009).